# Елізабет Сегрейв, 5-та баронеса Сегрейв
Елізабет Сегрейв (англ. Elisabeth Segrave; 25 жовтня 1338 — до 9 жовтня 1368) — англійська аристократка, 5-та баронеса Сегрейв у своєму праві. Дочка Маргарет, герцогині Норфолк.

## Життєпис
Елізабет Сегрейв належала до знатного і впливового аристократичного роду Сегрейвів. Вона була дочкою Джона Сегрейва, 4-го барона Сегрейва, та його дружини Маргарет Норфолкської (онуки короля Едуарда I). Приблизно в 1349 році Елізабет (тоді десяти- або одинадцятирічну) видали заміж за Джона Моубрея, старшого сина і спадкоємця 3-го барона Моубрея. Оскільки її брати померли дітьми, Елізабет стала після смерті батька в 1353 році баронесою Сегрейв у своєму праві (suo jure); у 1361 році вона стала баронесою Моубрей за правом чоловіка. Від матері Елізабет повинна була успадкувати титул герцогині Норфолкської та великі володіння діда, Томаса Бразертона, але Маргарет її пережила на 30 років.
У шлюбі Джона Моубрея та Елізабет Сегрейв народилися п'ятеро дітей:
- Джоан де Моубрей (близько 1363 — після 1402), дружина 1) сера Томаса Грея, 2) сера Томаса Тунсталла. Серед її дітей від першого шлюбу був Джон Грей, 1-й граф Танкервіль;
- Елеонора де Моубрей (1364—1417), дружина Джона Уеллса, 5-го барона Уеллс;
- Джон Моубрей (1365 — до 12 лютого 1383), 5-й барон Моубрей і 6-й барон Сегрейв з 1368 року, 1-й граф Ноттінгем з 1377 року;
- Томас де Моубрей (1366—1399), 6-й барон Моубрей і 7-й барон Сегрейв після смерті брата, 1-й граф Ноттінгем з 1386 року, 1-й герцог Норфолк з 1398 року;
- Маргарет де Моубрей (померла до 1401 року), дружина сера Реджинальда Люсі[2].